# Tom Burke
Thomas Edward Burke, conhecido como Tom Burke  (Boston, 15 de janeiro de 1875 — 14 de fevereiro de 1929), foi um atleta norte-americano e o primeiro campeão olímpico dos 100 m e dos 400 m dos Jogos Olímpicos modernos.
Antes de sua participação na primeira prova de pista dos Jogos Olímpicos de Atenas 1896, os 100 m, Burke trazia dos Estados Unidos uma grande reputação como corredor de 400 m e das 440 jardas, como atleta da Universidade de Boston.
A prova mais rápida do atletismo não era sua especialidade, mas com a ausência dos principais velocistas americanos e europeus da época, ele a venceu, com o tempo de 12s. Sua posição na largada, abaixado para a frente com as mãos no chão para facilitar a impulsão do corpo na hora do tiro, desconhecida até então, se tornou de uso comum na largada das provas de velocidade após a vitória em Atenas.
Nos 400 m, sua especialidade, Burke venceu com facilidade tanto as eliminatórias quanto a final, conquistando assim duas medalhas de ouro nos Jogos.
Nos anos seguintes ele se especializou em provas mais longas e em 1897 foi um dos organizadores da primeira Maratona de Boston, inspirada no sucesso e popularidade conseguidos pela primeira maratona em Atenas.
Após sua carreira nos esportes, Tom Burke formou-se em Direito e durante anos dividiu seu tempo entre a advocacia, o jornalismo esportivo e a função de técnico de atletismo.